# 怪獣プラネットゴジラ
- ゴジラシリーズ > 怪獣プラネットゴジラ
- サンリオピューロランド > 怪獣プラネットゴジラ

『怪獣プラネットゴジラ』（かいじゅうプラネットゴジラ）は1994年3月18日〜1998年7月1日にサンリオピューロランドのアトラクション「夢のタイムマシン」で上映された3D映画。ハーモニーランドでも上映された。上映時間6分、プレショー3分30秒。

## 概要
サンリオピューロランドが男子入場者を開拓するために、当時人気を博していたゴジラシリーズを題材として企画した体感型アトラクション。世界初の70mmフィルムにおける立体映像作品であり、ゴジラシリーズ史上初となる立体映像作品でもある。特撮および本編監督は川北紘一が担当し、音楽は伊福部昭のものを流用するなど、製作には平成ゴジラVSシリーズのスタッフが参加している。スポンサーは安田火災海上保険である。

### 上映時の解説など
本編の前にゴジラに関する3択クイズ、三枝未希（小高恵美）によるプラネット号と任務についての解説がプレショーとして流れる。
上映時には劇中の状況にあわせた座席の振動や、緑の木の実を散布するシーンでは特殊香料を用いた匂いによる実感を伴う演出が行われた。

## あらすじ
スペースポイントM-199にある緑の惑星で不時着した惑星探査艇プラネット号を助けるため惑星探査ステーションのスペースポートからアース号が出発した。惑星につくとその星に住んでいたゴジラ、ラドン、モスラが襲いかかってきた。なんとか逃げ切りプラネット号と合流したが探査艇に付着していた汚染物質の影響で怪獣たちが凶暴化し東京へワープしてしまった。
東京駅に出現したゴジラは、戦車部隊やメーサー戦車の攻撃をものともせず、ファイヤーラドンと激突する。そして、銀座通りに出現したゴジラの前に現れたモスラは、ゴジラを足止めする。そこにやってきたアース号によって緑の実を撒かれたことでゴジラは大人しくなり、怪獣たちは緑の惑星へと戻っていった。

## 登場兵器・メカニック

### 架空
アース号
惑星探査艇。パイロットは万能ロボットのドリーモン教授。時空間を瞬時に移動するワープ航法ができる最新ワープエンジンを搭載している。
- デザインは西川伸司。
- プロップは『ゴジラvsメカゴジラ』に登場したガルーダの大サイズミニチュアの改造。その後『ゴジラvsスペースゴジラ』でスターファルコンへと再改造する案も存在したが、デザインが合わないため実現せず、一部ギミックなどを流用したのち廃棄処分された。

プラネット号
惑星探査艇。惑星探査ステーションの探査艇1号機、怪獣プラネットに不時着して、2号機アース号に救われる。
- デザインはアース号と同一。
- プロップは『ゴジラvsメカゴジラ』に登場したガルーダの小サイズミニチュアの改造。

92式メーサー戦車

93式自走高射メーサー砲

61式改戦車

### 実在
- 74式戦車
- パトリオットミサイル
- F-15 イーグル

## キャスト
- 三枝未希：小高恵美
- ゴジラ：薩摩剣八郎[7][8]
- ハローキティの声：林原めぐみ[8][注釈 3]
- 司令の声：中村正
- ドリーモン教授の声：家弓家正
- プラネット号乗組員の声、Gフォース隊員の声：塩沢兼人

## スタッフ
- 製作：鈴木清、若林泰雄[6]
- 脚本：照沼まりえ[6]
- 音楽：伊福部昭[注釈 4]
- 撮影：江口憲一[6]
- 美術：大澤哲三[6]
- 照明：斉藤薫[6]
- 録音：宮内一男
- 操演：鈴木豊
- 特殊効果：渡辺忠昭、久米攻
- 助監督：鈴木健二
- 製作担当者：小島太郎
- 監督助手：近藤孔明、上理人
- 撮影助手：大川藤雄、松本嘉通、高橋葉弥
- 美術助手：弦巻圭子、林谷和志、吉村桂、小岩理絵、堀内岳司
- 照明助手：蝶谷幸士、伊藤保、山本眞生、関野高弘、鹿毛剛、小笠原篤志
- 照明機材：棚網恒夫
- 音響効果：佐々木英世
- 調音：多良政司
- 操演助手：三橋和夫、三池敏夫、矢島俊之、辻敦
- 特効助手：岩田安司、中條勝美、鉄谷大地
- 造型：小林勉、贄田直樹、村上修一
- 組付：小笠原禎
- 記録：島貫育子
- スチール：中尾孝
- 制作進行：柴田誠
- オプチカルスーパーバイザー：小川利弘、小野寺浩
- エフェクトアニメーション：橋本満明
- オプチカルエフェクト：岸本義幸
- 美術制作：マーブリングファインアーツ
- 音響効果制作：東洋音響
- 特殊視覚効果制作：日本エフェクトセンター、ライトハウス
- 現像：東京現像所
- 監督：川北紘一[6]

## 撮影
撮影は1993年12月から1994年1月にかけて東宝第8ステージを中心に行われ、東京駅と銀座周辺のミニチュアが組まれた。特にゴジラによる東京駅の破壊は『シン・ゴジラ』の公開までシリーズ唯一であり、銀座和光本店も第1作『ゴジラ』以来に制作された。
特技監督の川北紘一は、国際花と緑の博覧会などで3D映像の経験があったためうまくいったと述懐している。一方、チーフカメラマンの江口憲一は、3D撮影の計算式はあったがそれでは収まりが良すぎるため、3D演出を強調する部分などはそれを無視してほとんど勘で撮影していたと述べている。フィルムは70ミリを使用していたが、現像所では35ミリでしかラッシュが見られないなどの苦労もあったという。
三枝未希役の小高恵美は、ハローキティとの共演に夢中で、楽しかった思い出しかないと語っている。

## 映像ソフト
- DVD-BOX『GODZILLA FINAL BOX』の特典ディスクにて初商品化された[注釈 3]。
- 2015年発売の『GODZILLA ゴジラ完全数量限定生産5枚組 S.H.Monster Arts GODZILLA[2014] Poster Image Ver.同梱』のゴジラ生誕60周年記念特典Blu-rayには本作品の3D版が収録される。
- 2017年発売の『ゴジラ 全映画DVDコレクターズBOX』のゴジラ(84)の特典映像として本作品の2D版が収録されている。

## 補足
- オープン後の1994年4月3日には、京王線新宿駅からサンリオピューロランドの最寄り駅である京王多摩センター駅間直通のゴジラ特急が臨時運行された[16][20]。